# 古筆
古筆（こひつ）とは、平安時代から鎌倉時代にかけて書かれた和様の名筆をさしていう。時にはもっと範囲を狭くしてその名筆中でも特に「かな書」をさす。単に古代の筆跡という意味ではない。
また、僧による名筆は墨跡と呼ばれ区別される。

## 概要

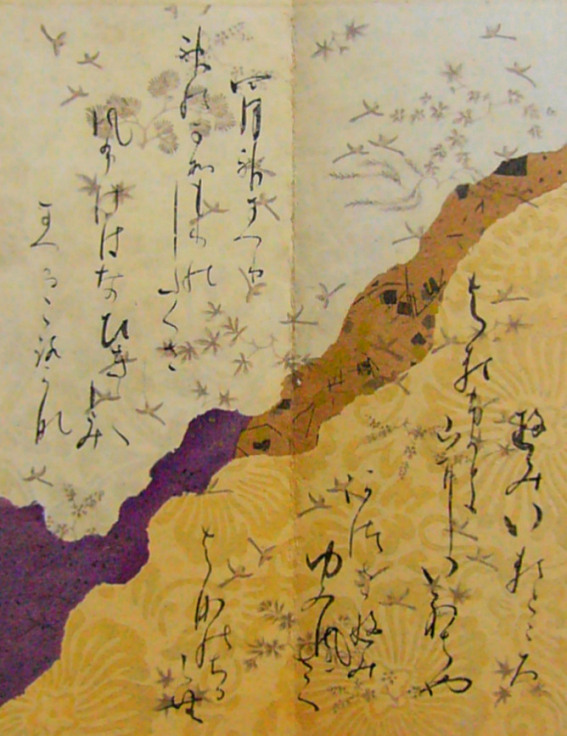
『糟色紙』藤原定信筆
『西本願寺本三十六人家集』の中、『順集』の「切」である。この断簡には、『糟色紙』と『岡寺切』（岡寺に伝わったため）があるが、料紙の装飾技巧に継紙の手法のあるものが前者で、ないものが後者である。

安土桃山時代に入り、やや平和な世の中になると、知識者階級において、「美しい筆跡を手習の手本にしたい」、「鑑賞のために手に入れたい」という願望がおきてきた。さらに、天文24年（1555年）10月の茶会で、武野紹鷗が藤原定家の『小倉色紙』を茶室の床掛けとして用いて以来、古筆が茶人達にも愛好されるようになった。やがて古筆愛好の風潮は民間にも波及し、古筆は珍重されるようになった。

### 古筆切
古筆は主に貴族文化の中で、本来、冊子や巻物という完全な形で大切に保存、鑑賞されていた。しかし、古筆愛好熱が高まり古筆の絶対数が不足してくると切断されることになり、この切断された断簡が「切」と呼ばれるもので、ここに古筆切（こひつぎれ）、歌切（うたぎれ）が誕生する。古筆切は保存にも鑑賞にも不自由なため、これを収納、鑑賞するための帖（手鑑）が発達した。江戸時代初期、17世紀中頃には町人のあいだでも大流行したことが、当時の『仮名草子』に記されている。また、『茶会記』には、古筆切は茶席の床を飾る掛物としても用いられ始めたことが記されている。

### 伝称筆者

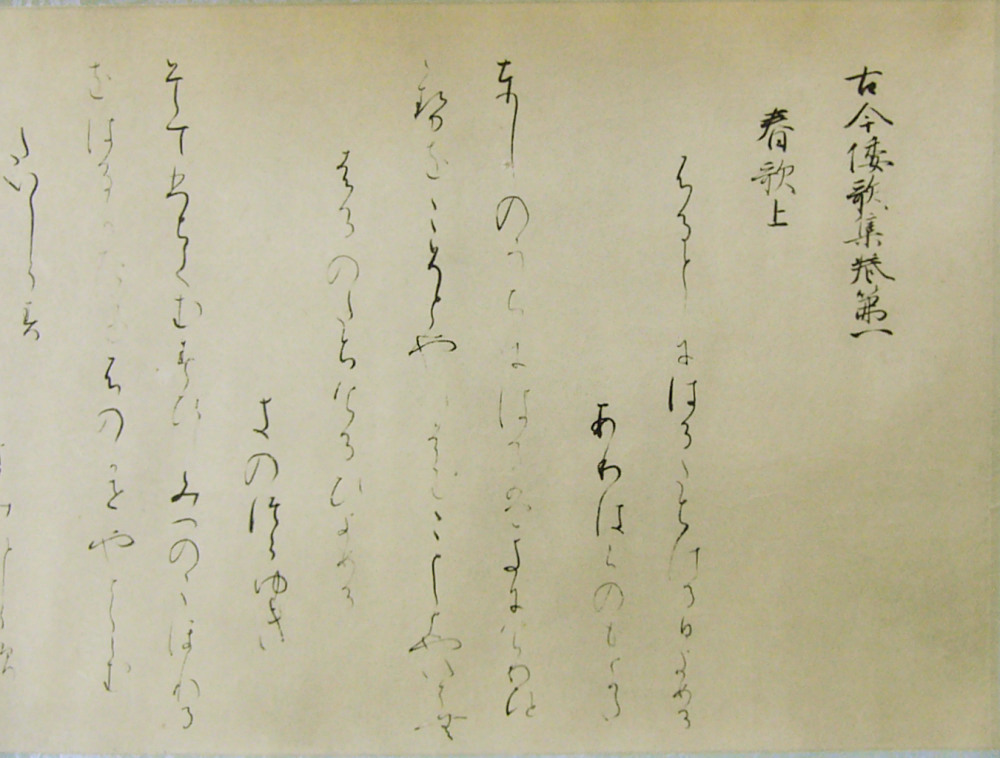
『高野切第一種』伝紀貫之筆
巻9の巻首の断簡17行がもと高野山に伝来したことからこの名がある。

伝称筆者（でんしょうひっしゃ、伝承筆者とも）とは、筆跡について、古来言い伝えられている筆者のことで、筆者名は、「伝○○筆」・「伝○○書」、単に「伝○○」などと表記する。今日まで残されている古筆には、後年、古筆鑑定家によってつけられた伝称筆者名が冠せられている。しかし、今日では伝称筆者の多くは否定されている。例えば、『高野切第二種』の伝称筆者は紀貫之であるが、源兼行の筆跡であることが判明している。これは古筆鑑定家の鑑定があまり科学的でなかったこともあるが、古筆の筆者が自身の筆跡であることを隠蔽していたことにそもそもの原因がある。

### 平安時代の文体
『土佐日記』で紀貫之が自身を女性に仕立てているが、平安時代中期、男子は漢文で日記をつけるのを常としたため、紀貫之が、かな芸術に挑むためには、自らを女性に仮装せざるを得なかったのであろう。日記開始の年（934年）さえ、「それのとし」（ある年）としている。
この時代、女性への差別がつよく、女性の漢字学習が禁止されていた。伝存する古筆切のほとんどが、真の筆者名を明らかにしないのは、貫之の見せた姿勢と無関係ではあるまい。
平安時代中期に成立した長編物語の宇津保物語では、手習いとして、男にもあらず女にもあらず、女手、男手、かたかんな（片仮名）、葦手（葦・水鳥などの意匠を伴う文字）という5種の文字表記例が挙げられている。この宇津保物語の男手と同様な記載として、土佐日記に「をのこもじ」もみえる。これらから漢字を主とする文体は、男手（をのこで）や「をのこもじ」と称され、主に公務等で文書等を扱う場合の多い平安貴族の男性が用いたとみられる。
これに対して平安貴族の女性は、私的な生活の場で日記や消息文（手紙）を書き、和歌などに親しんでおり、こうした私的な場で主に使用されたのが、女手と称される仮名を主とする文体であった。しかし、こうした私的な場においても、一部の才女などが男手とされる漢字のみの文体を用いていたとの記述も残る。同時代の女流作家・紫式部が著した源氏物語の帚木では、男性が仮名文字を入れない漢字のみ手紙を男性が女性から送られたこと、さらに学者の娘が真名（漢字）を走り書く様子など、当時の自由な風潮もみえる。

### 古筆の名称

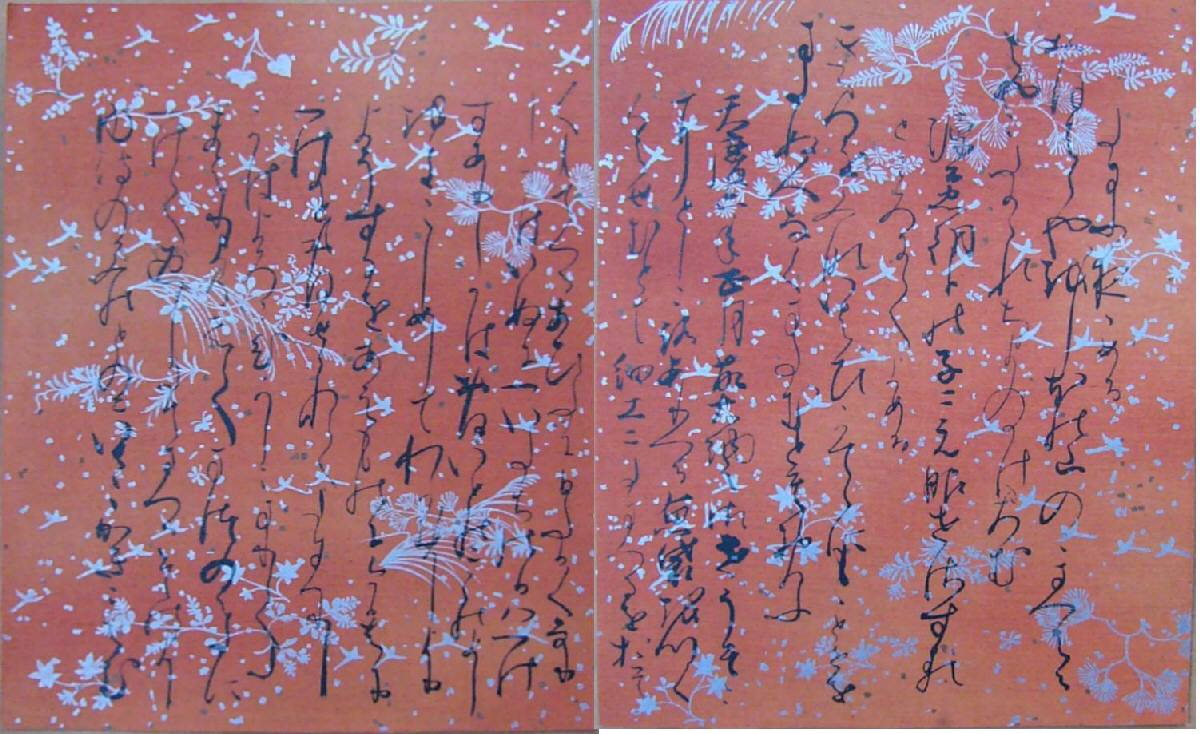
『石山切』（貫之集下）藤原定信筆
『西本願寺本三十六人家集』の中、『貫之集下』の「切」である。昭和4年（1929年）『伊勢集』とともに切断された。本願寺がもと大坂石山にあったことからこの名がある。

古筆にはそれぞれの名称があるが、その名称の由来を次に示す。
所蔵地の名によるもの
『高野切』、『本能寺切』、『寸松庵色紙』、『石山切』、『亀山切』、『岡寺切』など
所蔵者の名によるもの
『本阿弥切』、『関戸本古今集』、『久海切』、『民部切』、『了佐切』、『荒木切』、『大江切』、『御家切』、『右衛門切』、『中山切』、『今城切』、『角倉切』、『日野切』、『近衛殿切』、『二条切』、『龍山切』、『四条殿切』など
料紙の特色によるもの
『継色紙』、『升色紙』、『藍紙本万葉集』、『綾地歌切』、『筋切』、『通切』、『大色紙』、『小色紙』、『糟色紙』、『葦手歌切』、『鶉切』、『鯉切』など
分割した土地にちなむもの
『鵜飼切』など
『針切』、『紙捻切』など
書写の年代によるもの
『元暦本万葉集』、『天徳歌合』など
料紙の特色によるもの
切断した年代によるもの
『昭和切』、『戊辰切』など
詩文の最初の文字によるもの
『風信帖』、『秋萩帖』など

## 鑑定

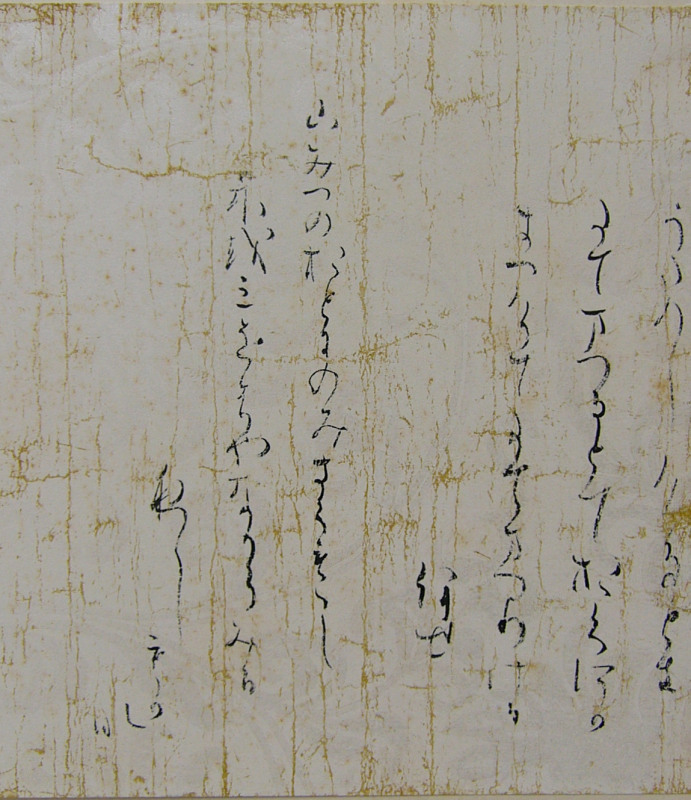
『本阿弥切』伝小野道風筆
もと本阿弥光悦が愛蔵していたことからこの名がある。

古筆鑑定家は、筆者不詳の古筆切に、その書様に相応しい筆者（伝称筆者）を宛て、古筆の名称を付け、それを極札（きわめふだ）という小さな札に記した。そしてその極札に鑑定印を押し、古筆切の横に貼り、一定の配列のもとに古筆切を貼って手鑑の様式にした。そして、この手鑑は鑑定の基準にも使われた。

### 鑑定印
豊臣秀次よりの「琴山」の鑑定印は純金であったが、小松茂美が古筆別家の末裔の古筆家で目にしたものは木製であった。しかし印面はまさしく「琴山」で、どの印もどの印も印面が墨で汚れており、極札の発行に所用されたものであることがわかったという。

### 古筆切目安
古筆了佐の弟子、藤本了因（笠原箕山）が著したとされる『古筆切目安』という本は、古筆鑑定に1つの方法論を述べた点で価値が高い。

## 科学的研究
古筆に関する科学的研究も近年行われるようになった。池田和臣、小田寛貴らのグループは、古筆切に対して放射性炭素年代測定や顕微鏡による観察を実施し、従来の説を検証する研究を発表している。